# Belgrano (departement van Santiago del Estero)
Belgrano is een departement in de Argentijnse provincie Santiago del Estero. Het departement (Spaans:  departamento) heeft een oppervlakte van 3.314 km² en telt 7.950 inwoners.

## Plaatsen in departement Belgrano
- Bandera
- Cuatro Bocas
- Fortín Inca
- Guardia Escolta